# Ngukurr
Ngukurr – miasto w Australii, w Terytorium Północnym.